# AB Svenska Dragspelsfabriken

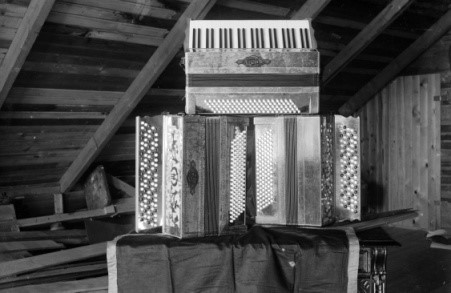
Dragspel tillverkat 1924

AB Svenska Dragspelsfabriken var ett svenskt företag som tillverkade dragspel i Arbrå. Företaget grundades 1921 av Karl Oskar Skoglund (1894-1964), Arbrå och en Italienare. Företaget beslöts 10 april 1922 till likvidering.
Karl Oskar Skoglund föddes 1894 i Bollnäs. Han var före grundandet av fabriken verksam som dragspelsbyggare.

## Tillverkning
Företaget inledde sin produktion med att tillverkade kromatiska liktoniga konsertdragspel.
| Modell (dragspel) | Varianter |
| ----------------- | --- |
| Extra Special     | 100 diskanter och 160 basar. |
| Special           | 2001. 5 radiga, 80 tangenter, 96 basar. 2002. 5 radiga, 85 tangenter, 112 basar. 2003. 5 radiga, 90 tangenter, 100 basar. 2004. 5 radiga, 90 tangenter, 120 basar. 2005. 5 radiga, 90 tangenter, 144 basar. |
| Serie A           | |
| Serie B           | |
| Serie C           | |
| Serie D           | 3 radiga, 44 diskanttangenter, 80 basar. |

## Styrelse
Till styrelse för bolaget utsågs Adolf Unger, Erik Ödmansson, Otto Maurtiz Sjöberg. 